# Ephippiger camillae
Ephippiger camillae är en insektsart som beskrevs av Fontana och Massa 2000. Ephippiger camillae ingår i släktet Ephippiger och familjen vårtbitare. Inga underarter finns listade i Catalogue of Life.